# Boulogne (Adelsgeschlecht)
Boulogne war die Familie der ersten Grafen von Boulogne.

## Geschichte
Sie herrschte gesichert von der Mitte des 11. Jahrhunderts bis zur Mitte des 12. Jahrhunderts. Die bekanntesten Familienmitglieder sind die Kreuzfahrer Gottfried von Bouillon, Herzog von Niederlothringen, und sein Bruder Balduin I., König von Jerusalem.
Gesicherter Stammvater der Grafen von Boulogne ist Eustach I., † wohl 1049. Dessen Vorfahren und vor allem dessen Abstammung vom Haus Flandern über einen jüngeren Sohn des Grafen Balduin II. sind spekulativ und durch keinerlei Dokumente belegt. Dabei fällt insbesondere auf, dass der Leitname Eustach des Hauses Boulogne vor Eustach I. nicht auftritt, der Leitname Balduin des Hauses Flandern nur noch einmal.
Bereits mit den Enkeln Eustachs I., Gottfried und Balduin, erreicht die Familie ihren Höhepunkt. Gottfried erbt erst durch seine Mutter das Herzogtum Niederlothringen und wird 15 Jahre später der Anführer des Ersten Kreuzzugs, der für ihn in dem Titel „advocatus sancti sepulchri“ (Vogt des Heiligen Grabes) kulminiert. Nach seinem Tod wenig später trat sein Bruder Balduin seine Nachfolge an und ließ sich zum König von Jerusalem ausrufen. Mangels männlicher Nachkommen erlosch die Familie dann bereits in der nächsten Generation.

## Stammliste
1. Eustach I. († wohl 1049), 1042 Graf von Boulogne, ⚭ Mathilde von Löwen, Tochter von Lambert I., Graf von Löwen, und Gerberga von Lothringen
  1. Eustach II. († 1072/82), um 1049 Graf von Boulogne, 1054 Graf von Lens, 
⚭ I Goda von England († vor 1049), Tochter von König Æthelred von England und Emma von der Normandie (Haus Wessex), 
⚭ II Ida von Lothringen († 1113), Tochter von Gottfried III. der Bärtige, Herzog von Niederlothringen (Wigeriche)
    1. Wilhelm
    2. (unehelich, Mutter unbekannt) Gottfried (Godefroy), Lord of Carshalton, 1100 im Heiligen Land, ⚭ Beatrix de Mandeville, Tochter von Geoffroy de Mandeville und Athelaise
      1. William de Boulogne, 1106 bezeugt († vor 1130)
        1. Faramus de Boulogne (Faramus de Tingry), ⚭ Maud
          1. William
          2. Sibyl, ⚭ Enguerrand de Fiennes (X 1189 vor Akkon)

        2.  ? Balduin von Boulogne, 1164 Archidiakon von Norwich

      2.  ? Harold

    3. (unehelich, Mutter unbekannt) Hugo
    4. (II) Gottfried († wohl 1100), 1076 bezeugt, 1084 Herzog von Niederlothringen, 1096 Anführer des Ersten Kreuzzugs, 1099 advocatus sancti sepulchri (Vogt des Heiligen Grabes)
    5. (II) Eustach III. († nach 1125), 1084 bezeugt, 1088 Graf von Boulogne und Lens, 1099 im Heiligen Land, 1125 Mönch in Cluny, ⚭ Maria von Schottland († 1118), Tochter von König Malcolm III.
      1. (unehelich, Mutter unbekannt) Raoul, 1120/22 bezeugt († jung)
      2. (unehelich, Mutter unbekannt) Eustach, 1120 bezeugt
      3. Mathilde († 1151), Gräfin von Boulogne und Lens, ⚭ Stephan von Blois, 1128/50 Graf von Boulogne, 1135 König von England († 1154) (Haus Blois)

    6. (II) Balduin I. (* 1058; X 1118), 1098–1100 Graf von Edessa, 1100 König von Jerusalem, ⚭ I Godehilde de Conches († 1097), Tochter von Raoul II. de Tosny, Seigneur de Conches (Haus Tosny), geschieden von Robert I. de Beaumont, Graf von Meulan, 1. Earl of Leicester (Haus Beaumont), ⚭ II Arda († nach 1117), Tochter von Thoros (Rubeniden), ⚭ III Adelaida de Savona († 1118), Tochter von Markgraf Manfred von Savona, Witwe von Graf Roger I. von Sizilien (Hauteville)

  2. Gottfried († 1095), Bischof von Paris und Kanzler von Frankreich
  3. Lambert (X 1054), 1047 Graf von Lens; ⚭ Adelheid von Normandie († 1081/84), Tochter von Herzog Robert I. (Rolloniden), Witwe von Graf Enguerrand II. von Ponthieu († 1053)
    1. Judith (* 1054; † nach 1086), ⚭ Waltheof II., Earl of Northumbria († 1076)

  4. Gerberga († 1049), ⚭ Friedrich II. (* 1003; † 1065), Herzog von Niederlothringen (Wigeriche)